# Paul Janssen (farmacoloog)

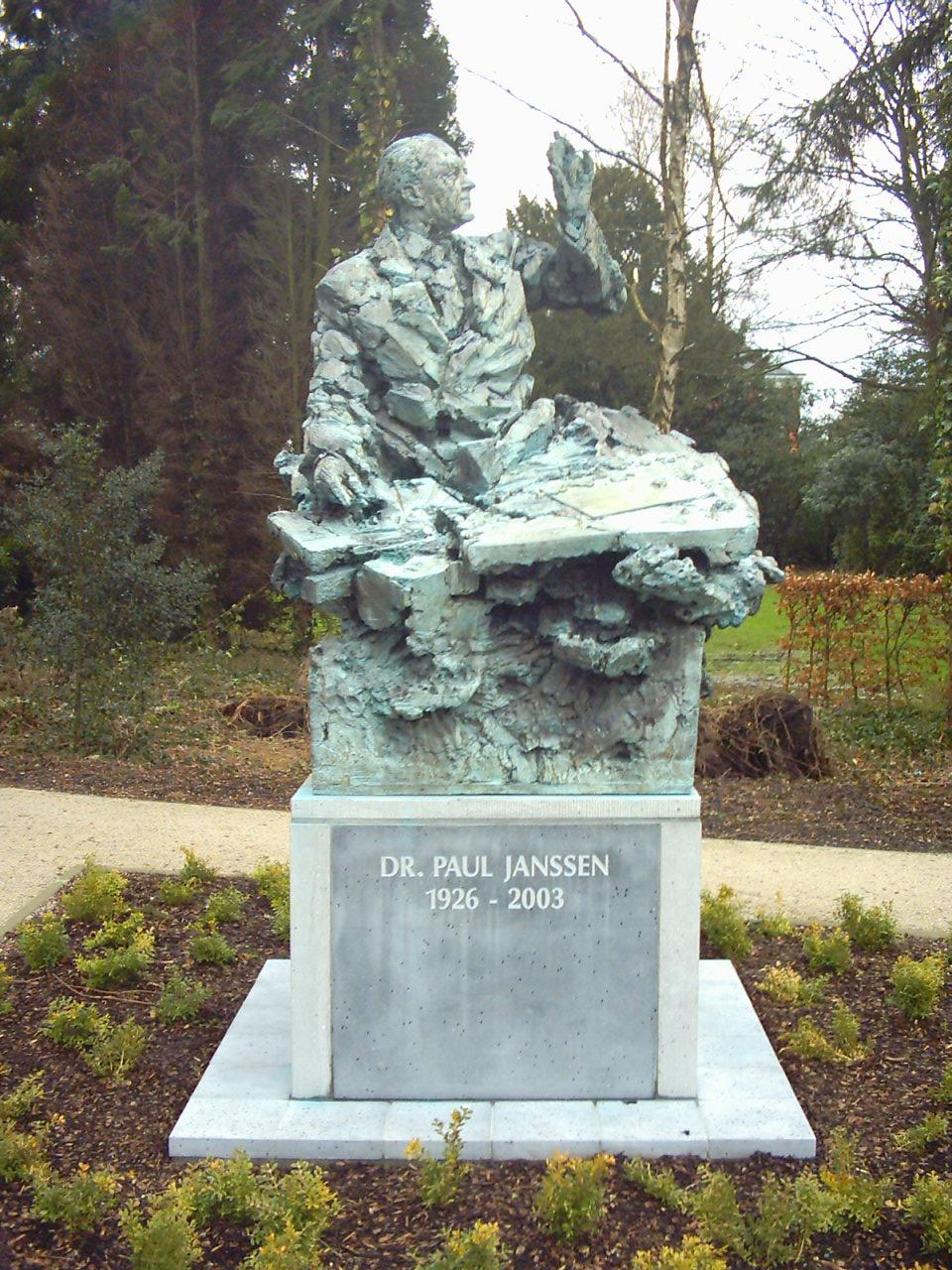
Beeld van Paul Janssen in Beerse

Paul Adrianus Joannes, baron Janssen (Turnhout, 12 september 1926 – Rome, 11 november 2003) was een Belgisch arts en farmacoloog en stichter van het bedrijf Janssen Pharmaceutica.

## Biografie
Paul werd geboren als oudste van 4 kinderen in het gezin van dokter Constant Janssen en Margriet Fleerackers. Behalve arts was zijn vader ook actief als ondernemer, met de exclusieve distributie in België, Nederland en Belgisch-Congo van de producten van de Hongaarse farmaceutische firma Gedeon Richter. Hiervoor richtte hij op 23 oktober 1934 de firma "N.V. Produkten Richter" op te Turnhout.
In datzelfde jaar, Paul was toen acht, overleed zijn vierjarige zusje aan tuberculeuze meningitis, een gebeurtenis die hem hard trof en de drijfveer werd voor zijn later beroep.
Nadat hij zonder veel moeite het middelbaar onderwijs bij de jezuïeten in het Sint-Jozefcollege Turnhout doorlopen had, besloot hij geneeskunde te gaan studeren; daarvoor volgde hij achtereenvolgens wetenschappen (fysica, biologie en chemie) aan de FUNDP te Namen en geneeskunde aan de Katholieke Universiteit Leuven.  In 1951 studeerde hij af met grote onderscheiding ("magna cum laude") als doctor in de genees-, heel- en verloskunde en behaalde vervolgens ook het diploma farmacologie.
In 1952 werkte hij deeltijds aan de Universiteit Gent bij professor Corneel Heymans (winnaar van de Nobelprijs voor geneeskunde in 1938). Net als zijn professor zou Janssen zich zijn hele leven voor de wetenschap blijven inzetten.
In 1953 stichtte hij zijn eigen  bedrijf voor farmaceutisch onderzoek, de latere firma Janssen Pharmaceutica in Beerse. Het bedrijf was niet opgericht als een filiaal van een chemische fabriek, maar met het doel zelfstandig onderzoek te verrichten. Hij maakte de keuze om getalenteerde medische studenten aan te werven die bij hem verder studeerden voor hun einddiploma en aan zijn onderzoekingen deelnamen. In 1955 ontdekte Dr. Janssen zijn eerste geneesmiddel ambucetamide, een pijnstiller die bijzonder effectief bleek voor de verlichting van menstruatiepijn.
In 1958 ontwikkelde Janssen het antipsychoticum haloperidol, dat wereldwijd een van de meest gebruikte middelen werd bij de behandeling van schizofrenie en andere psychotische stoornissen. Haloperidol geldt als een baanbrekende ontdekking in de psychiatrie en staat op de lijst van essentiële geneesmiddelen van de Wereldgezondheidsorganisatie.
In 1960 volgde de ontwikkeling van fentanyl, een van de eerste volledig synthetische opioïden. Het middel werd aanvankelijk gebruikt als intraveneus anestheticum in de chirurgie vanwege de snelle en krachtige pijnstillende werking. Later kwamen ook andere varianten en toedieningsvormen, zoals de transdermale pleisters. Fentanyl geldt als een van zijn belangrijkste ontdekkingen en wordt wereldwijd nog steeds toegepast in de geneeskunde, al leidde het in de 21e eeuw ook tot ernstige maatschappelijke problemen door illegaal misbruik.
Een andere belangrijke vondst was loperamide (1973), een middel tegen diarree dat bekend werd onder de merknaam Imodium. Het wordt wereldwijd verkocht en geldt als een van de meest succesvolle producten van Janssen Pharmaceutica.
De onderneming breidde gestaag uit. Sinds 1961 maakt ze deel uit van de multinational Johnson & Johnson.
Janssen Pharmaceutica werd geleid door Dr. Paul Janssen, Bob Stouthuysen en Frans Van den Bergh. In 1971 stichtte Janssen Pharmaceutica een bedrijf in de VS. Toen in 1976 de Chinese communistische leider Mao Zedong overleed, begon het jarenlang communistisch gebleven en geïsoleerde land meer interesse te tonen voor het kapitalisme. Paul Janssen was een van de eerste industriëlen in België om een bedrijf in China te vestigen. In 1989 richtte hij de joint venture Xian-Janssen op.
Vijf van de geneesmiddelen die het bedrijf van Janssen ontwikkelde, kwamen op de lijst van essentiële geneesmiddelen van de Wereldgezondheidsorganisatie (WGO) terecht.
De farmacoloog ontving tal van wetenschappelijke en academische onderscheidingen, waaronder 22 eredoctoraten. Hij was de auteur of coauteur van circa 850 wetenschappelijke publicaties. Janssen bleef zich tot aan zijn dood inzetten om nieuwe medicijnen te ontwikkelen. Vooral de zoektocht naar een geneesmiddel tegen aids hield hem sterk bezig. Hij overleed onverwachts op 11 november 2003 in Rome.
Janssen was getrouwd met Dora Arts, samen hebben ze vijf kinderen (2 zonen en 3 dochters). Dochter Maroussia was getrouwd met Jacky Ickx. Zijn dochter Yasmine is gehuwd met Ludwig Criel.

## Onderscheidingen
- 1991: verheffing tot baron, door Koning Boudewijn.
- grootofficier in de Leopoldsorde
- Grootofficier in de kroonorde
- lid van de Koninklijke Academie voor Geneeskunde van België.
- lid van de Pauselijke Academie voor Wetenschappen.

### Academische prijzen
- 22 eredoctoraten
- 5 ereprofessoraten

De naam Paul Janssen is nog steeds een begrip in China. Hij was erelid van de Chinese Academie voor Geneeskunde en in 2002 werd een universiteit naar hem genoemd. Op 2 december 2006 onthulde zijn weduwe Dora barones Janssen een standbeeld van haar echtgenoot in Beerse. Het bronzen, 1,60 m hoge beeld is van de hand van de Vlaamse kunstenaar Wilfried Pas. In 2005, twee jaar na zijn dood, eindigde Janssen als tweede in de Vlaamse versie van de verkiezing van De Grootste Belg. In de zoektocht naar de Grootste Belgische Wetenschapper (actief na 1830) van het tijdschrift Eos en Radio 1 werd hij op 22 oktober 2008 met het hoogste aantal stemmen verkozen. Marc Van Montagu kreeg het op een na hoogste aantal.

## Kunstcollectie
Zijn vrouw, barones Dora Janssen-Arts, verzamelde een collectie precolumbiaanse kunstwerken, die van 15 september 2006 tot 29 april 2010 werd geëxposeerd in het Koninklijk Museum voor Kunst en Geschiedenis in Brussel. Vanaf mei 2011 vond de Collectie Janssen een vaste plaats in het MAS in Antwerpen.